# Pla Jena
El Pla Jena és el resultat dels fruits de l'escola experimental organitzada per Peter Petersen a Universitat Friedrich Schiller de Jena.
Els seus principis teòrics, exposats el 1927, al IV Congrés de l'Escola Nova es poden resumir en dos punts:
- L'escola és una comunitat autònoma en relació amb el món adult on els alumnes frueixen d'una llibertat total i on s'afavoreix l'activitat espontània.
- El període d'escolarització s'ha de perllongar el màxim (aleshores fins als 10 anys) i ha de ser en règim de coeducació.

L'escola ha de potenciar també la personalitat dels alumnes a còpia d'afavorir l'autodisciplina i el sentit de la responsabilitat.
Peter Petersen amb l'anomenat Pla Jena, proposa una profunda reforma del sistema educatiu. Centrant el procés educatiu en el desenvolupament de l'infant, integrant l'aprenentatge cognitiu, psicomotriu i socio-emocional, incidint en la motivació i també en la socialització. Formant un àmbit de comunicació entre iguals i, alhora amb temps per al treball individualitzat respectant el ritme i les necessitats de cadascú.
L'objectiu de Pla Jena és el desenvolupament de la personalitat del dels alumnes dins la comunitat que és l'escola. El plantejament del Pla Jena aplega les aportacions de l'Escola Nova i de la psicologia evolutiva. Defugint els problemes dels grans centres educatius, recomana fer escoles petites, en coeducació, en contacte amb la naturalesa i amb activitats flexibles. Per així crear rigoroses comunitats pedagògiques de treball, d'esperit i de cultura. On els infants puguin adquirir la millor educació. Formant equips de treball que trenquen en l'estructura clàssica de classe. Es tracta de fonamentar l'escola sobre una intensa vida social, amb pluralitat d'informació i llibres. Una autonomia i organització que meni a l'alumne a una autodisciplina i a formar part activa de la comunitat de vida que és l'escola. L'educació és el que ens fa persones i la instrucció és sempre en un segon lloc. La idea és fer una "escola humana" (Menschenschule) com cercava Pestalozzi.
El Pla Jena portava a replantejar profundament el sistema escolar "tradicional". Qüestionava, i qüestiona, les estructures escolars vigents, les seves formes d'organització, els mètodes i els continguts.